# 波羅密首羅跋摩一世
波罗密首罗跋摩一世（Paramesvaravarman I，？—982年），占城第七王朝第4代国王，约972年至982年期间在位。《宋史》称之为波美税褐印茶，《大越史记全书》称之为篦眉稅（越南语：／）。
根据《宋史》记载，波罗密首罗跋摩一世曾于972年、973年、974年、976年四次向北宋遣使朝贡。
根据《大越史记全书》记载，大瞿越贵族吴日庆逃亡到占婆，被波罗密首罗跋摩一世收留。979年，大瞿越皇帝丁部领逝世。波罗密首罗跋摩一世趁此机会，在吴日庆的引导下北伐大越，兵至其首都华闾城下。但遭遇暴风，损失惨重，吴日庆死，波罗密首罗跋摩一世不得不撤军归国。此次战争使占城与大瞿越的关系恶化。982年，大瞿越皇帝黎桓遣使出使占婆，被波罗密首罗跋摩一世扣留。黎桓随后御驾亲征，波罗密首罗跋摩一世阵亡。越军攻破占城首都因陀罗补罗，洗劫并夷平了该城。

## 脚注
1. ↑  《宋史·占城传》：“（开宝）五年，其（占城）王波美税褐印茶遣使莆诃散来贡。六年，又贡。七年，又贡孔雀伞二、西天烽铁四十斤。九年，遣使朱陀利、陈陀野等来贡”。
2. ↑  吴士连等《大越史记全书·本纪全书·黎纪·大行皇帝》：（天福三年）帝亲征占城，克之。先是，帝遣徐穆、吴子庚使占城，为其所执。帝怒，缮战船，治戈甲，自将讨之，斩其王篦眉税于阵。……夷其城池，毁其宗庙，期月还京师。